# 三つ首塔 (映画)
『三つ首塔』（みつくびとう）は1956年に制作された日本映画。片岡千恵蔵版金田一耕助シリーズの第6作である。東映製作。

## ストーリー
複数の映画情報サイト（外部リンクの節に列挙されているKINENOTE・Movie Walker・映画.com）に全く同一テキストのストーリーが掲載されている。それによると、原作から以下のように変更されている。
- 佐竹玄蔵の遺産は百億円ではなく十億、アメリカでの所在はサクラメントに特定されている。一時帰国して供養塔「三っ首塔」を建てたのは昭和12年ごろではなく昭和10年、元から友人であった法然和尚の「妙光寺」に塔を建立した。
- 佐竹玄蔵による殺人事件は明治11～12年ではなく明治末年。高頭省三は刑死ではなく獄死している。
- 宮本音禰は佐竹善吉の、高頭俊作は高頭省三の、各々曾孫ではなく孫である。佐竹彦太の末裔たちも曾孫や玄孫ではなく孫（島原明美のみ娘）である。なお、佐竹彦太と佐竹善吉は佐竹玄蔵の兄ではなく弟である。
- 笠原姉妹は日舞師匠、佐竹由香利は女剣劇、根岸姉妹はキャバレー経営者である。志賀雷三（雷蔵ではなく）は根岸姉妹の義父である。古坂史郎は島原明美がマダムを務めるバーの支配人である。
- 島原明美は毒殺され、志賀雷三の犯行に偽装されていた。志賀雷三は刺殺される。
- 終盤に塔で行われた遺産分配の席で、法然和尚に変装した金田一耕助が遺産独占を目的とする佐竹建彦の犯行を暴く。建彦は塔に放火して全員焼殺しようとするが果たせず、笠原薫と共に焼死した。

なお、古坂史郎の行動は志賀雷三刺殺の際に争っていた以外にはこのストーリー情報に現れず、武内大弐の末裔という設定や法然和尚と男色関係にあるという設定が維持されているかどうか不明である。また、「堀井敬三」を名乗る高頭俊作がどういう人物として登場してくるのか明らかでない。原作は宮本音禰の視点で語られているが、このストーリー情報にその形跡は無い。

## キャスト
- 金田一耕助 - 片岡千恵蔵
- 白木静子 - 高千穂ひづる
- 佐竹建彦 - 三条雅也
- 宮本音弥 - 中原ひとみ
- 上杉欣吉 - 宇佐美諄
- 品子 - 松浦築枝
- 黒川誠一郎 - 小沢栄
- 堀井敬三 - 南原伸二
- 法然和尚 - 加賀邦男
- 等々力警部 - 佐々木孝丸
- 大山 - 山本麟一
- 島原明美 - 三浦光子
- 古坂史郎 - 片岡栄二郎
- 笠原薫 - 浦里はるみ
- 笠原操 - 鶴実千子
- 志賀雷三 - 永田靖
- 佐竹由香利 - 日野明子
- 鬼頭庄七 - 稲葉義男
- 南條勇吉 - 杉義一
- 根岸蝶子 - 牧幸子
- 根岸花子 - 宮田悦子
- 高頭敬介 - 五味勝雄
- 佐竹玄蔵 - 吉田義夫
- 女中しげ - 白河幸子
- ボーイ山村 - 高原秀麿
- 木川 - 萩原満
- 竹田大二 - 沢田影謙

## スタッフ
- 監督 - 小林恒夫、小沢茂弘
- 監督補佐 - 若林英二郎
- 企画 - 玉木潤一郎
- 脚本 - 比佐芳武
- 原作 - 横溝正史「三つ首塔」
- 撮影 - 西川庄衛、星島一郎
- 音楽 - 仁木他喜雄
- 美術 - 森幹男
- 録音 - 加瀬寿士
- 照明 - 元持秀雄